# Kanton Tence
Kanton Tence (fr. Canton de Tence) je francouzský kanton v departementu Haute-Loire v regionu Auvergne. Tvoří ho šest obcí.

## Obce kantonu
- Le Chambon-sur-Lignon
- Chenereilles
- Le Mas-de-Tence
- Mazet-Saint-Voy
- Saint-Jeures
- Tence